# ذاکر حسن‌اف
ذاکر حسنف (ترکی آذربایجانی:  Zakir Həsənov) از فرماندهان نیروهای مسلح جمهوری آذربایجان و از سال ۲۰۱۳م. وزیر دفاع این کشور می‌باشد.

## زندگی‌نامه
ذاکر حسن‌اف ۶ ژوئن سال ۱۹۵۹ در شهر باکو به دنیا آمد. در سال ۱۹۸۰، از «مدرسه عالی فرماندهان کل ارتش باکو» فارغ‌التحصیل شده و از آن سال تا سال ۱۹۸۵ در واحدهای نظامی شوروی واقع در آلمان خدمت سربازی را پشت سر گذاشت. بین سال‌های ۱۹۸۵ الی ۱۹۹۳ در سازمان نظام وظیفه وزارت دفاع شوروی در سیبری اشتغال داشت. از سال ۱۹۹۳ تا ۲۰۰۳، در اداره کل مرزبانی وزارت امنیت ملی جمهوری آذربایجان خدمت کرده و به عنوان رئیس قسمت روابط بین‌الملل نیروی مرزبانی جمهوری آذربایجان منصوب گردید.
مابین سال‌های ۲۰۰۳ الی ۲۰۱۳ معاون وزیر داخله جمهوری آذربایجان و سکاندار فرماندهی نیروهای داخله بود.
طبق دستور شماره ۸۶۹ رئیس‌جمهوری آذربایجان مورخ ۱۷ مه سال ۲۰۰۳ درجه سرلشکر به وی اعطا گردید. بر پایه دیگر فرمان شماره ۸۰۲ رئیس جمهوری این کشور به تاریخ ۶ ماه مه سال ۲۰۰۵، ذاکر حسن‌اف درجه ارشد نظامی سپهبد (Lieutenant General) دریافت نمود. وی علاوه بر زبان آذربایجانی و تالشی زبان مادری بر زبان‌های روسی، انگلیسی و ترکی استانبولی تسلط کامل دارد.

## نگارخانه

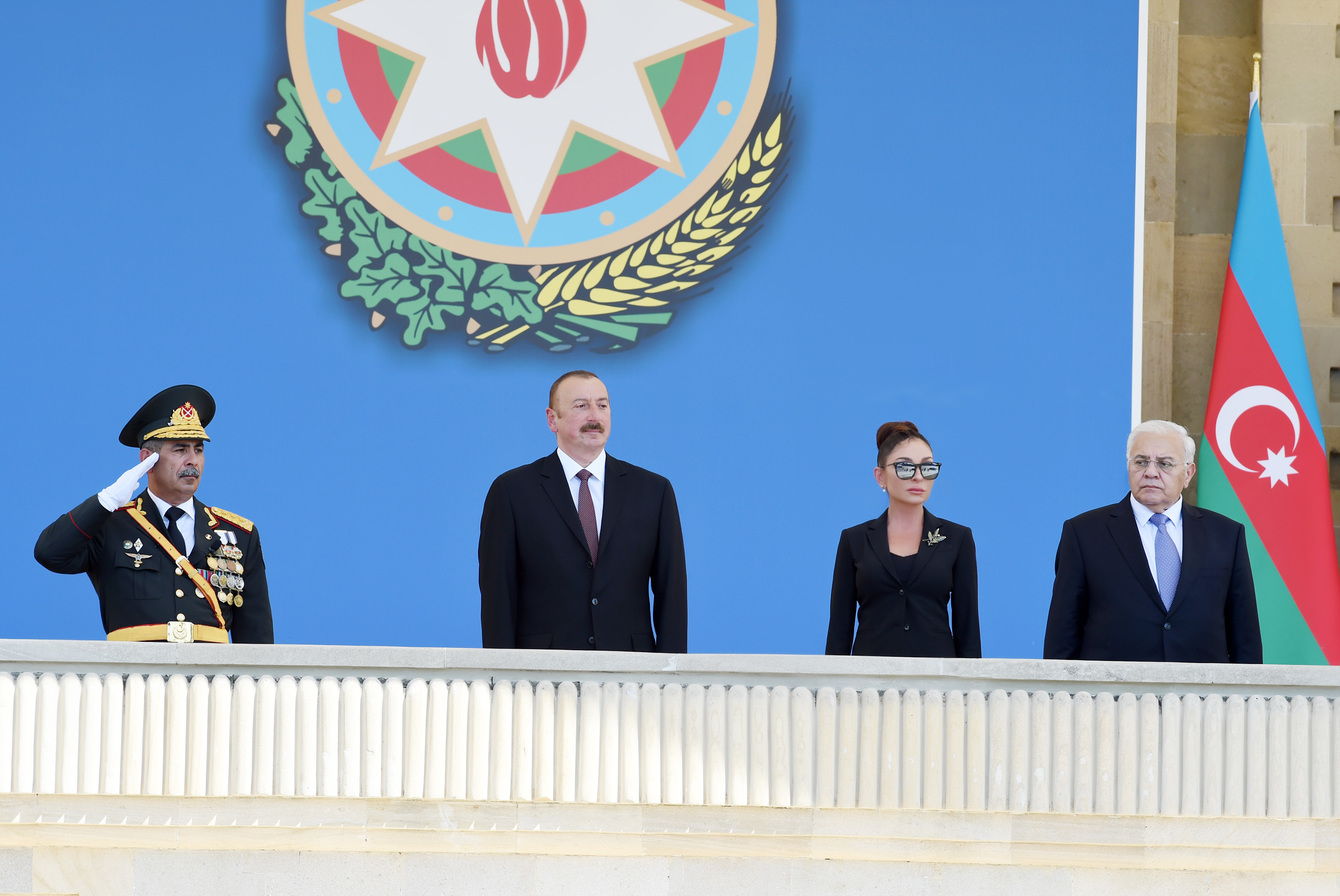
ذاکر حسن‌اف (سمت چپ)